# NBA sezonul 2021-2022
Sezonul NBA 2021–22 a fost al 76-lea sezon al National Basketball Association (NBA). NBA a revenit la un sezon regulat complet de 82 de jocuri în sezonul regulat care va începe la mijlocul lunii octombrie 2021 până la mijlocul lunii aprilie 2022, pentru prima dată după sezonul NBA 2018-19, deoarece cele două sezoane anterioare au fost scurtate din cauza pandemiei de COVID-19. Sezonul regulat va începe pe 19 octombrie 2021.
Golden State Warriors a câștigat cel de-al șaptelea titlu.

## Tranzacții

### Retrageri
- La 6 iulie 2021, Ian Mahinmi și-a anunțat retragerea din NBA. Mahinmi a jucat 12 sezoane în NBA, câștigând un campionat cu Dallas Mavericks în 2011.[2]
- La 18 iulie 2021, Omri Casspi și-a anunțat retragerea din NBA. Casspi a jucat pentru șapte echipe în timpul carierei sale de 10 ani în NBA.[3]
- La 21 iulie 2021, Amile Jefferson și-a anunțat retragerea din NBA. Jefferson a jucat două sezoane cu Orlando Magic.[4]
- La 7 august 2021, Jarrett Jack și-a anunțat retragerea din NBA. Jack a jucat pentru nouă echipe în timpul carierei sale de 13 ani în NBA.[5]
- La 11 august 2021, J. R. Smith s-a înscris la North Carolina A&T State University cu planuri de a se alătura echipei de golf Aggies, încheindu-și efectiv cariera sa în NBA.[6] Smith a jucat pentru cinci echipe în timpul carierei sale de 16 ani în NBA, câștigând un titlu în 2016 cu Cleveland Cavaliers și încă unul în 2020 cu Los Angeles Lakers.
- La 12 august 2021, Kyle Korver și-a anunțat retragerea din NBA. Korver a jucat pentru șase echipe în timpul carierei sale de 17 ani în NBA.[7]
- La 24 august 2021, Jared Dudley și-a anunțat retragerea din NBA în timp ce accepta un rol de antrenor asistent pentru Dallas Mavericks. Dudley a jucat pentru șapte echipe în timpul carierei sale de 14 ani în NBA, câștigând un titlu cu Los Angeles Lakers în 2020.[8]
- La 21 septembrie 2021, JJ Redick și-a anunțat retragerea din NBA. Redick a jucat pentru șase echipe în timpul carierei sale de 15 ani în NBA.[9]
- La 5 octombrie 2021, Pau Gasol și-a anunțat retragerea din NBA. Gasol a jucat pentru cinci echipe pe parcursul carierei sale de 18 ani în NBA, câștigând titluri consecutive cu Los Angeles Lakers în 2009 și 2010.[10]

### Schimbări de antrenori
| Echipa                         | Sezonul 2020–2021              | Sezonul 2021–2022              |
| Înainte de începerea sezonului | Înainte de începerea sezonului | Înainte de începerea sezonului |
| ------------------------------ | ------------------------------ | ------------------------------ |
| Atlanta Hawks                  | Nate McMillan (interimar)      | Nate McMillan                  |
| Boston Celtics                 | Brad Stevens                   | Ime Udoka                      |
| Dallas Mavericks               | Rick Carlisle                  | Jason Kidd                     |
| Indiana Pacers                 | Nate Bjorkgren                 | Rick Carlisle                  |
| New Orleans Pelicans           | Stan Van Gundy                 | Willie Green                   |
| Orlando Magic                  | Steve Clifford                 | Jamahl Mosley                  |
| Portland Trail Blazers         | Terry Stotts                   | Chauncey Billups               |
| Washington Wizards             | Scott Brooks                   | Wes Unseld Jr.                 |
| În timpul sezonului            |                                |                                |
| Sacramento Kings               | Luke Walton                    | Alvin Gentry (interimar)       |

## Sezonul regulat

### Clasamente sezonul regulat
| Atlantic Division                   | Atlantic Division | Atlantic Division | Atlantic Division | Atlantic Division | Atlantic Division | Atlantic Division | Atlantic Division |
| vizualizare • discuție • modificare | V                 | Î                 | PCT               | AC                | DE                | MD                | T                 |
| ----------------------------------- | ----------------- | ----------------- | ----------------- | ----------------- | ----------------- | ----------------- | ----------------- |
| Boston Celtics                      | 51                | 31                | 62,2%             | 28-13             | 23-18             | 9-7               | 82                |
| Philadelphia 76ers                  | 51                | 31                | 62,2%             | 24-17             | 27-14             | 6-10              | 82                |
| Toronto Raptors                     | 48                | 34                | 58,5%             | 24-17             | 24-17             | 10-6              | 82                |
| Brooklyn Nets                       | 44                | 38                | 53,7%             | 20-21             | 24-17             | 10-6              | 82                |
| New York Knicks                     | 37                | 45                | 45,1%             | 17-24             | 20-21             | 5-11              | 82                |

| Central Division                    | Central Division | Central Division | Central Division | Central Division | Central Division | Central Division | Central Division |
| vizualizare • discuție • modificare | V                | Î                | PCT              | AC               | DE               | MD               | T                |
| ----------------------------------- | ---------------- | ---------------- | ---------------- | ---------------- | ---------------- | ---------------- | ---------------- |
| Milwaukee Bucks                     | 51               | 31               | 62,2%            | 27-14            | 24-17            | 12-4             | 82               |
| Chicago Bulls                       | 46               | 36               | 56,1%            | 27-14            | 19-22            | 10-6             | 82               |
| Cleveland Cavaliers                 | 44               | 38               | 53,7%            | 25-16            | 19-22            | 10-6             | 82               |
| Indiana Pacers                      | 25               | 57               | 30,5%            | 16-25            | 9-32             | 2-14             | 82               |
| Detroit Pistons                     | 23               | 59               | 28,0%            | 13-28            | 10-31            | 6-10             | 82               |

| Southeast Division                  | Southeast Division | Southeast Division | Southeast Division | Southeast Division | Southeast Division | Southeast Division | Southeast Division |
| vizualizare • discuție • modificare | V                  | Î                  | PCT                | AC                 | DE                 | MD                 | T                  |
| ----------------------------------- | ------------------ | ------------------ | ------------------ | ------------------ | ------------------ | ------------------ | ------------------ |
| Miami Heat                          | 53                 | 29                 | 64,6%              | 29-12              | 24-17              | 13-3               | 82                 |
| Atlanta Hawks                       | 43                 | 39                 | 52,4%              | 27-14              | 16-25              | 9-7                | 82                 |
| Charlotte Hornets                   | 43                 | 39                 | 52,4%              | 22-19              | 21-20              | 8-8                | 82                 |
| Washington Wizards                  | 35                 | 47                 | 42,7%              | 21-20              | 14-27              | 7-9                | 82                 |
| Orlando Magic                       | 22                 | 60                 | 26,8%              | 12-29              | 10-31              | 3-13               | 82                 |

| Northwest Division                  | Northwest Division | Northwest Division | Northwest Division | Northwest Division | Northwest Division | Northwest Division | Northwest Division |
| vizualizare • discuție • modificare | V                  | Î                  | PCT                | AC                 | DE                 | MD                 | T                  |
| ----------------------------------- | ------------------ | ------------------ | ------------------ | ------------------ | ------------------ | ------------------ | ------------------ |
| Utah Jazz                           | 49                 | 33                 | 59,8%              | 29-12              | 20-21              | 15-1               | 82                 |
| Denver Nuggets                      | 48                 | 34                 | 58,5%              | 23-18              | 25-16              | 6-10               | 82                 |
| Minnesota Timberwolves              | 46                 | 36                 | 56,1%              | 26-15              | 20-21              | 12-4               | 82                 |
| Portland Trail Blazers              | 27                 | 55                 | 32,9%              | 17-24              | 10-31              | 1-15               | 82                 |
| Oklahoma City Thunder               | 24                 | 58                 | 29,3%              | 12-29              | 12-29              | 6-10               | 82                 |

| Pacific Division                    | Pacific Division | Pacific Division | Pacific Division | Pacific Division | Pacific Division | Pacific Division | Pacific Division |
| vizualizare • discuție • modificare | V                | Î                | PCT              | AC               | DE               | MD               | T                |
| ----------------------------------- | ---------------- | ---------------- | ---------------- | ---------------- | ---------------- | ---------------- | ---------------- |
| Phoenix Suns                        | 64               | 18               | 78,0%            | 32-9             | 32-9             | 10-6             | 82               |
| Golden State Warriors               | 53               | 29               | 64,6%            | 31-10            | 22-19            | 12-4             | 82               |
| Los Angeles Clippers                | 42               | 40               | 51,2%            | 25-16            | 17-24            | 9-7              | 82               |
| Los Angeles Lakers                  | 33               | 49               | 40,2%            | 21-20            | 12-29            | 3-13             | 82               |
| Sacramento Kings                    | 30               | 52               | 36,6%            | 16-25            | 14-27            | 6-10             | 82               |

| Southwest Division                  | Southwest Division | Southwest Division | Southwest Division | Southwest Division | Southwest Division | Southwest Division | Southwest Division |
| vizualizare • discuție • modificare | V                  | Î                  | PCT                | AC                 | DE                 | MD                 | T                  |
| ----------------------------------- | ------------------ | ------------------ | ------------------ | ------------------ | ------------------ | ------------------ | ------------------ |
| Memphis Grizzlies                   | 56                 | 26                 | 68,3%              | 30-11              | 26-15              | 11-5               | 82                 |
| Dallas Mavericks                    | 52                 | 30                 | 63,4%              | 29-12              | 23-18              | 14-2               | 82                 |
| New Orleans Pelicans                | 36                 | 46                 | 43,9%              | 19-22              | 17-24              | 6-10               | 82                 |
| San Antonio Spurs                   | 34                 | 48                 | 41,5%              | 16-25              | 18-23              | 6-10               | 82                 |
| Houston Rockets                     | 20                 | 62                 | 24,4%              | 11-30              | 9-32               | 3-13               | 82                 |

## Turneul Play-in
NBA a decis să organizeze un „turneu Play-in” pentru echipele clasate pe locul 7-10 în fiecare conferință în perioada 12 - 15 aprilie 2022. Echipa de pe locul 7 joacă cu echipa de pe locul 8, echipa câștigătoare urmând a fi plasată pe locul 7 în play-off. Echipa de pe locul 9 joacă cu echipa de pe locul 10, echipa învinsă fiind eliminată din disputa pentru play-off. Echipa învinsă în meciul dintre echipele de locul 7 și 8 joacă cu învingătoarea din meciul dintre echipele de pe locurile 9 și 10, câștigătoarea fiind plasată pe locul 8 în play-off, învinsa fiind eliminată.

### Play-in Conferința de Est

#### Meciul pentru locul 7 în play-off
Brooklyn Nets - Cleveland Cavaliers 115-108

#### Meciul dintre echipele de pe locurile 9-10
Atlanta Hawks - Charlotte Hornets 132-103

#### Meciul pentru locul 8 în play-off
Cleveland Cavaliers - Atlanta Hawks 101-107

### Play-in Conferința de Vest

#### Meciul pentru locul 7 în play-off
Minnesota Timberwolves - Los Angeles Clippers 109-104

#### Meciul dintre echipele de pe locurile 9-10
New Orleans Pelicans - San Antonio Spurs 113-103

#### Meciul pentru locul 8 în play-off
Los Angeles Clippers - New Orleans Pelicans 101-105

## Play-off
|  | Turul 1            | Turul 1                | Turul 1               |   |                       | Semifinalele conferințelor | Semifinalele conferințelor | Semifinalele conferințelor |  |    | Finalele conferințelor | Finalele conferințelor | Finalele conferințelor |  |    | Finala NBA      | Finala NBA | Finala NBA |
|  |                    |                        |                       |   |                       |                            |                            |                            |  |    |                        |                        |                        |  |    |                 |            |            |
|  | E1                 | Miami Heat*            | 4                     |   |                       |                            |                            |                            |  |    |                        |                        |                        |  |    |                 |            |            |
|  | E8                 | Atlanta Hawks          | 1                     |   |                       |                            |                            |                            |  |    |                        |                        |                        |  |    |                 |            |            |
|  | E8                 | Atlanta Hawks          | 1                     |   | E1                    | Miami Heat*                | 4                          |                            |  |    |                        |                        |                        |  |    |                 |            |            |
|  |                    |                        |                       |   | E1                    | Miami Heat*                | 4                          |                            |  |    |                        |                        |                        |  |    |                 |            |            |
|  |                    | E4                     | Philadelphia 76ers    | 2 |                       |                            |                            |                            |  |    |                        |                        |                        |  |    |                 |            |            |
|  | E4                 | E4                     | Philadelphia 76ers    | 2 | Philadelphia 76ers    | 4                          |                            |                            |  |    |                        |                        |                        |  |    |                 |            |            |
|  | E4                 |                        |                       |   | Philadelphia 76ers    | 4                          |                            |                            |  |    |                        |                        |                        |  |    |                 |            |            |
|  | E5                 | Toronto Raptors        | 2                     |   |                       |                            |                            |                            |  |    |                        |                        |                        |  |    |                 |            |            |
|  | E5                 | Toronto Raptors        | 2                     |   |                       |                            |                            |                            |  | E1 | Miami Heat*            | 3                      |                        |  |    |                 |            |            |
|  | Conferința de Est  |                        |                       |   |                       |                            |                            |                            |  | E1 | Miami Heat*            | 3                      |                        |  |    |                 |            |            |
|  |                    | E2                     | Boston Celtics*       | 4 |                       |                            |                            |                            |  |    |                        |                        |                        |  |    |                 |            |            |
|  | E3                 | E2                     | Boston Celtics*       | 4 | Milwaukee Bucks*      | 4                          |                            |                            |  |    |                        |                        |                        |  |    |                 |            |            |
|  | E3                 |                        |                       |   | Milwaukee Bucks*      | 4                          |                            |                            |  |    |                        |                        |                        |  |    |                 |            |            |
|  | E6                 | Chicago Bulls          | 1                     |   |                       |                            |                            |                            |  |    |                        |                        |                        |  |    |                 |            |            |
|  | E6                 | Chicago Bulls          | 1                     |   | E3                    | Milwaukee Bucks*           | 3                          |                            |  |    |                        |                        |                        |  |    |                 |            |            |
|  |                    |                        |                       |   | E3                    | Milwaukee Bucks*           | 3                          |                            |  |    |                        |                        |                        |  |    |                 |            |            |
|  |                    | E2                     | Boston Celtics*       | 4 |                       |                            |                            |                            |  |    |                        |                        |                        |  |    |                 |            |            |
|  | E2                 | E2                     | Boston Celtics*       | 4 | Boston Celtics*       | 4                          |                            |                            |  |    |                        |                        |                        |  |    |                 |            |            |
|  | E2                 |                        |                       |   | Boston Celtics*       | 4                          |                            |                            |  |    |                        |                        |                        |  |    |                 |            |            |
|  | E7                 | Brooklyn Nets          | 0                     |   |                       |                            |                            |                            |  |    |                        |                        |                        |  |    |                 |            |            |
|  | E7                 | Brooklyn Nets          | 0                     |   |                       |                            |                            |                            |  |    |                        |                        |                        |  | E2 | Boston Celtics* | 2          |            |
|  |                    |                        |                       |   |                       |                            |                            |                            |  |    |                        |                        |                        |  | E2 | Boston Celtics* | 2          |            |
|  |                    | V3                     | Golden State Warriors | 4 |                       |                            |                            |                            |  |    |                        |                        |                        |  |    |                 |            |            |
|  | V1                 | V3                     | Golden State Warriors | 4 | Phoenix Suns*         | 4                          |                            |                            |  |    |                        |                        |                        |  |    |                 |            |            |
|  | V1                 |                        |                       |   | Phoenix Suns*         | 4                          |                            |                            |  |    |                        |                        |                        |  |    |                 |            |            |
|  | V8                 | New Orleans Pelicans   | 2                     |   |                       |                            |                            |                            |  |    |                        |                        |                        |  |    |                 |            |            |
|  | V8                 | New Orleans Pelicans   | 2                     |   | V1                    | Phoenix Suns*              | 3                          |                            |  |    |                        |                        |                        |  |    |                 |            |            |
|  |                    |                        |                       |   | V1                    | Phoenix Suns*              | 3                          |                            |  |    |                        |                        |                        |  |    |                 |            |            |
|  |                    | V4                     | Dallas Mavericks      | 4 |                       |                            |                            |                            |  |    |                        |                        |                        |  |    |                 |            |            |
|  | V4                 | V4                     | Dallas Mavericks      | 4 | Dallas Mavericks      | 4                          |                            |                            |  |    |                        |                        |                        |  |    |                 |            |            |
|  | V4                 |                        |                       |   | Dallas Mavericks      | 4                          |                            |                            |  |    |                        |                        |                        |  |    |                 |            |            |
|  | V5                 | Utah Jazz*             | 2                     |   |                       |                            |                            |                            |  |    |                        |                        |                        |  |    |                 |            |            |
|  | V5                 | Utah Jazz*             | 2                     |   |                       |                            |                            |                            |  | V4 | Dallas Mavericks       | 1                      |                        |  |    |                 |            |            |
|  | Conferința de Vest |                        |                       |   |                       |                            |                            |                            |  | V4 | Dallas Mavericks       | 1                      |                        |  |    |                 |            |            |
|  |                    | V3                     | Golden State Warriors | 4 |                       |                            |                            |                            |  |    |                        |                        |                        |  |    |                 |            |            |
|  | V3                 | V3                     | Golden State Warriors | 4 | Golden State Warriors | 4                          |                            |                            |  |    |                        |                        |                        |  |    |                 |            |            |
|  | V3                 |                        |                       |   | Golden State Warriors | 4                          |                            |                            |  |    |                        |                        |                        |  |    |                 |            |            |
|  | V6                 | Denver Nuggets         | 1                     |   |                       |                            |                            |                            |  |    |                        |                        |                        |  |    |                 |            |            |
|  | V6                 | Denver Nuggets         | 1                     |   | V3                    | Golden State Warriors      | 4                          |                            |  |    |                        |                        |                        |  |    |                 |            |            |
|  |                    |                        |                       |   | V3                    | Golden State Warriors      | 4                          |                            |  |    |                        |                        |                        |  |    |                 |            |            |
|  |                    | V2                     | Memphis Grizzlies*    | 2 |                       |                            |                            |                            |  |    |                        |                        |                        |  |    |                 |            |            |
|  | V2                 | V2                     | Memphis Grizzlies*    | 2 | Memphis Grizzlies*    | 4                          |                            |                            |  |    |                        |                        |                        |  |    |                 |            |            |
|  | V2                 |                        |                       |   | Memphis Grizzlies*    | 4                          |                            |                            |  |    |                        |                        |                        |  |    |                 |            |            |
|  | V7                 | Minnesota Timberwolves | 2                     |   |                       |                            |                            |                            |  |    |                        |                        |                        |  |    |                 |            |            |

* - Câștigătoare de divizie

Litere îngroșate - Câștigătoarea seriei

Litere italice - Are avantajul terenului propriu

## Statistici

### Statistici individuale
| Categorie             | Jucător           | Echipă                | Statistică |
| --------------------- | ----------------- | --------------------- | ---------- |
| Puncte pe meci        | Joel Embiid       | Philadelphia 76ers    | 30,4       |
| Recuperări pe meci    | Rudy Gobert       | Utah Jazz             | 14,7       |
| Pase decisive pe meci | Chris Paul        | Phoenix Suns          | 10,7       |
| Interceptări pe meci  | Dejounte Murray   | San Antonio Spurs     | 2,0        |
| Capace pe meci        | Jaren Jackson Jr. | Memphis Grizzlies     | 2,2        |
| Turnovers pe meci     | Luka Dončić       | Dallas Mavericks      | 4,5        |
| Faulturi pe meci      | Jae'Sean Tate     | Houston Rockets       | 3,7        |
| Minute pe meci        | Pascal Siakam     | Toronto Raptors       | 37,9       |
| FG%                   | Rudy Gobert       | Utah Jazz             | 71,3%      |
| FT%                   | Stephen Curry     | Golden State Warriors | 92,3%      |
| 3FG%                  | Luke Kennard      | Los Angeles Clippers  | 45,0%      |
| Eficiență pe meci     | Nikola Jokić      | Denver Nuggets        | 38,7       |
| Double-doubles        | Nikola Jokić      | Denver Nuggets        | 66         |
| Triple-doubles        | Nikola Jokić      | Denver Nuggets        | 19         |

### Recorduri individuale într-un meci
| Categorie          | Jucător            | Echipă                 | Statistică |
| ------------------ | ------------------ | ---------------------- | ---------- |
| Puncte             | Karl-Anthony Towns | Minnesota Timberwolves | 60         |
| Puncte             | Kyrie Irving       | Brooklyn Nets          | 60         |
| Recuperări         | Andre Drummond     | Philadelphia 76ers     | 25         |
| Recuperări         | Domantas Sabonis   | Indiana Pacers         | 25         |
| Pase decisive      | Darius Garland     | Cleveland Cavaliers    | 19         |
| Pase decisive      | Chris Paul         | Phoenix Suns           | 19         |
| Interceptări       | Paul George        | Los Angeles Clippers   | 8          |
| Capace             | Daniel Gafford     | Washington Wizards     | 8          |
| Capace             | Mitchell Robinson  | New York Knicks        | 8          |
| Coșuri de 3 puncte | Bojan Bogdanović   | Utah Jazz              | 11         |
| Coșuri de 3 puncte | Malik Beasley      | Minnesota Timberwolves | 11         |
| Coșuri de 3 puncte | Robert Covington   | Los Angeles Clippers   | 11         |

### Statistici pe echipe
| Categorie             | Echipă                 | Statistică |
| --------------------- | ---------------------- | ---------- |
| Puncte pe meci        | Charlotte Hornets      | 113,8      |
| Recuperări pe meci    | Memphis Grizzlies      | 48,9       |
| Pase decisive pe meci | San Antonio Spurs      | 28,0       |
| Interceptări pe meci  | Memphis Grizzlies      | 10,1       |
| Capace pe meci        | Memphis Grizzlies      | 6,3        |
| Turnovers pe meci     | Houston Rockets        | 17,0       |
| Faulturi pe meci      | Minnesota Timberwolves | 21,6       |
| FG%                   | Chicago Bulls          | 48,3%      |
| FT%                   | Chicago Bulls          | 81,7%      |
| 3P%                   | Atlanta Hawks          | 37,7%      |
| +/−                   | Phoenix Suns           | 8,1        |

## Premii

### Jucătorul săptămânii
Următorii jucători au fost numiți jucătorii săptămânii în cele două conferințe.
| Săptămâna                | Conferința de Est                             | Conferința de Vest                                    | Note   |
| ------------------------ | --------------------------------------------- | ----------------------------------------------------- | ------ |
| 19–24 octombrie          | Miles Bridges (Charlotte Hornets) (1/1)       | Stephen Curry (Golden State Warriors) (1/2)           | [ 12 ] |
| 25–31 octombrie          | Jimmy Butler (Miami Heat) (1/1)               | Rudy Gobert (Utah Jazz) (1/1)                         | [ 13 ] |
| 1–7 noiembrie            | Jarrett Allen (Cleveland Cavaliers) (1/1)     | Paul George (Los Angeles Clippers) (1/1)              | [ 14 ] |
| 8–14 noiembrie           | Kevin Durant (Brooklyn Nets) (1/2)            | Stephen Curry (Golden State Warriors) (2/2)           | [ 15 ] |
| 15–21 noiembrie          | Giannis Antetokounmpo (Milwaukee Bucks) (1/1) | Damian Lillard (Portland Trail Blazers) (1/1)         | [ 16 ] |
| 22–28 noiembrie          | Trae Young (Atlanta Hawks) (1/3)              | Devin Booker (Phoenix Suns) (1/3)                     | [ 17 ] |
| 29 noiembrie–5 decembrie | DeMar DeRozan (Chicago Bulls) (1/3)           | Donovan Mitchell (Utah Jazz) (1/1)                    | [ 18 ] |
| 6–12 decembrie           | Domantas Sabonis (Indiana Pacers) (1/1)       | LeBron James (Los Angeles Lakers) (1/1)               | [ 19 ] |
| 13-19 decembrie          | Jayson Tatum (Boston Celtics) (1/4)           | Karl-Anthony Towns (Minnesota Timberwolves) (1/3)     | [ 20 ] |
| 20-26 decembrie          | Kemba Walker (New York Knicks) (1/1)          | Shai Gilgeous-Alexander (Oklahoma City Thunder) (1/1) | [ 21 ] |
| 27 decembrie–2 ianuarie  | DeMar DeRozan (Chicago Bulls) (2/3)           | Ja Morant (Memphis Grizzlies) (1/2)                   | [ 22 ] |
| 3–9 ianuarie             | Fred VanVleet (Toronto Raptors) (1/1)         | Ja Morant (Memphis Grizzlies) (2/2)                   | [ 23 ] |
| 10–16 ianuarie           | Darius Garland (Cleveland Cavaliers) (1/1)    | Devin Booker (Phoenix Suns) (2/3)                     | [ 24 ] |
| 17–23 ianuarie           | Trae Young (Atlanta Hawks) (2/3)              | Nikola Jokić (Denver Nuggets) (1/2)                   | [ 25 ] |
| 24-30 ianuarie           | Joel Embiid (Philadelphia 76ers) (1/2)        | Chris Paul (Phoenix Suns) (1/1)                       | [ 26 ] |
| 31 ianuarie-6 februarie  | Pascal Siakam (Toronto Raptors) (1/1)         | Brandon Ingram (New Orleans Pelicans) (1/1)           | [ 27 ] |
| 7–13 februarie           | DeMar DeRozan (Chicago Bulls) (3/3)           | Luka Dončić (Dallas Mavericks) (1/3)                  | [ 28 ] |
| 28 februarie–6 martie    | Jayson Tatum (Boston Celtics) (2/4)           | Karl-Anthony Towns (Minnesota Timberwolves) (2/3)     | [ 29 ] |
| 7–13 martie              | Kevin Durant (Brooklyn Nets) (2/2)            | Luka Dončić (Dallas Mavericks) (2/3)                  | [ 30 ] |
| 14–20 martie             | Jayson Tatum (Boston Celtics) (3/4)           | Karl-Anthony Towns (Minnesota Timberwolves) (3/3)     | [ 31 ] |
| 21–27 martie             | Jayson Tatum (Boston Celtics) (4/4)           | Devin Booker (Phoenix Suns) (3/3)                     | [ 32 ] |
| 28 martie–3 aprilie      | Trae Young (Atlanta Hawks) (3/3)              | Nikola Jokić (Denver Nuggets) (2/2)                   | [ 33 ] |
| 4–10 aprilie             | Joel Embiid (Philadelphia 76ers) (2/2)        | Luka Dončić (Dallas Mavericks) (3/3)                  | [ 34 ] |

### Jucătorul lunii
Următorii jucători au fost numiți jucătorii lunii în cele două conferințe.
| Luna                | Conferința de Est                             | Conferința de Vest                          | Note   |
| ------------------- | --------------------------------------------- | ------------------------------------------- | ------ |
| Octombrie/Noiembrie | Kevin Durant (Brooklyn Nets) (1/1)            | Stephen Curry (Golden State Warriors) (1/1) | [ 35 ] |
| Decembrie           | Joel Embiid (Philadelphia 76ers) (1/2)        | Donovan Mitchell (Utah Jazz) (1/1)          | [ 36 ] |
| Ianuarie            | Joel Embiid (Philadelphia 76ers) (2/2)        | Nikola Jokić (Denver Nuggets) (1/2)         | [ 37 ] |
| Februarie           | DeMar DeRozan (Chicago Bulls) (1/1)           | Luka Dončić (Dallas Mavericks) (1/1)        | [ 38 ] |
| Martie/Aprilie      | Giannis Antetokounmpo (Milwaukee Bucks) (1/1) | Nikola Jokić (Denver Nuggets) (2/2)         | [ 39 ] |

### Debutantul lunii
Următorii jucători au fost numiți jucătorii debutanți ai lunii în cele două conferințe.
| Luna                | Conferința de Est                       | Conferința de Vest                        | Note   |
| ------------------- | --------------------------------------- | ----------------------------------------- | ------ |
| Octombrie/Noiembrie | Evan Mobley (Cleveland Cavaliers) (1/1) | Josh Giddey (Oklahoma City Thunder) (1/4) | [ 40 ] |
| Decembrie           | Franz Wagner (Orlando Magic) (1/1)      | Josh Giddey (Oklahoma City Thunder) (2/4) | [ 41 ] |
| Ianuarie            | Cade Cunningham (Detroit Pistons) (1/1) | Josh Giddey (Oklahoma City Thunder) (3/4) | [ 42 ] |
| Februarie           | Scottie Barnes (Toronto Raptors) (1/2)  | Josh Giddey (Oklahoma City Thunder) (4/4) | [ 43 ] |
| Martie/Aprilie      | Scottie Barnes (Toronto Raptors) (2/2)  | Jalen Green (Houston Rockets) (1/1)       |        |

### Antrenorul lunii
Următorii antrenori au fost numiți antrenorii lunii în cele două conferințe.
| Luna                | Conferința de Est                             | Conferința de Vest                       | Note   |
| ------------------- | --------------------------------------------- | ---------------------------------------- | ------ |
| Octombrie/Noiembrie | Billy Donovan (Chicago Bulls) (1/1)           | Monty Williams (Phoenix Suns) (1/2)      | [ 44 ] |
| Decembrie           | Erik Spoelstra (Miami Heat) (1/1)             | Taylor Jenkins (Memphis Grizzlies) (1/1) | [ 45 ] |
| Ianuarie            | J. B. Bickerstaff (Cleveland Cavaliers) (1/1) | Monty Williams (Phoenix Suns) (2/2)      | [ 46 ] |
| Februarie           | Ime Udoka (Boston Celtics) (1/2)              | Quin Snyder (Utah Jazz) (1/1)            | [ 47 ] |
| Martie/Aprilie      | Ime Udoka (Boston Celtics) (2/2)              | Jason Kidd (Dallas Mavericks) (1/1)      | [ 48 ] |